# Сивицкий, Павел Михайлович
Сивицкий Павел Михайлович (25 января 1852 года, Польша — 1921 год, Мелитополь) — выдающийся российский лесовод, который превратил Старобердянское лесничество в один из крупнейших в Российской империи центров степного лесоводства, автор научных трудов, изобретений, пропагандист степного садоводства и охраны природы .

## Биография
Родился 25 января 1852 года в Польше. По семейным преданиям, родители были репрессированы за участие в  Польском восстании 1863 года, и Павел воспитывался у московских родственников .
После окончания  Петровской сельскохозяйственной и лесной академии со званием действительного студента лесоводства, он получил направление на должность таксатора в Бердянское лесное опытное хозяйство в Таврической губернии, неподалеку от Мелитополя.  Проработав два года, он возглавил его – был назначен лесничим   .
На этой должности он проработал свыше 40 лет. Он оставил её в период гражданской войны, при врангелевской власти. К этому его вынудили «смутные времена» революции и гражданской войны, когда лесничеству наносился огромный ущерб, а сменяющие друг друга власти не могли и/или не хотели  принимать эффективных мер по защите леса.
П.М. Сивицкий перебрался в Мелитополь и вскоре умер.  Похоронен он был на католическом кладбище, которое не сохранилось .

## Память
В честь Сивицкого названа Улица Павла Сивицкого в Мелитополе.